# Estación Quino
Quino es una estación ubicada en la comuna chilena de Victoria la Región de la Araucanía, que es parte del ramal PUA - Traiguén, y cabecera del subramal Quino - Galvarino.
- Datos: Q5844388